# 2757 Crisser
2757 Crisser је астероид главног астероидног појаса. Приближан пречник астероида је 19,36 ,
а средња удаљеност астероида од Сунца износи 3,163 астрономских јединица (АЈ).
Инклинација (нагиб) орбите у односу на раван еклиптике је 0,685 степени, а орбитални период износи 2054,752 дана (5,625 година). Ексцентрицитет орбите астероида износи 0,202.
Апсолутна магнитуда астероида износи 11,30 а геометријски албедо 0,142.
Астероид је откривен 11. новембра 1977. године.